# Ремнетелые
Ремнетелые, или сельдяные короли, или ремень-рыбы (лат. Regalecidae) — семейство лучепёрых рыб отряда опахообразных. Имеют лентовидное тело, длина которого может превышать 9 метров при ширине туловища до 25 сантиметров. Колючки в плавниках и плавательный пузырь отсутствуют. Рот всасывательного типа, выдвижной и беззубый. В состав семейства включают всего два рода: Agrostichthys и Regalecus. Из них более обычен род сельдяные короли (Regalecus) с двумя видами.

## Сельдяные короли
Сельдяные короли или ремнетелы — пелагические (полуглубоководные) рыбы, встречающиеся в тёплых и умеренно тёплых водах Тихого, Атлантического и Индийского океанов. Обычно достигают длины 5,5 м (при массе 250 кг), но зафиксированы экземпляры длиной до 11 м; сельдяной король внесен в Книгу рекордов Гиннесса в качестве самой длинной из ныне живущих костных рыб. Сельдяные короли встречаются иногда в косяках сельди, которой, по-видимому, питаются. В связи с этим, а также благодаря «короне», образованной удлиненными лучами спинного плавника, они и получили своё название. Встречи моряков с гигантскими сельдяными королями, плавающими у поверхности, и полуразложившиеся останки сельдяных королей, выброшенные на берег, видимо, стали основой историй о «морском змее», который иногда описывается как чудовище, имеющее лошадиную голову с развевающейся огненно-рыжей гривой. За такую гриву, по-видимому, принимали длинные лучи спинного плавника, образующие «плюмаж» на голове рыбы.

## Агростихты
Агростихты — очень редкий род рыб, представленный единственным видом Agrostichthys parkeri; к настоящему времени пойманы всего семь экземпляров. Максимальная длина известных экземпляров 3 метра. Кожа голая, усеянная твердыми бугорками. Окраска тела серебристая, спинной плавник розовый, насчитывает свыше 400 лучей. Боковая линия состоит из продолговатых пластинок, сливающихся в сплошную трубку. Пелагические рыбы, обитатели открытого моря в районе Австралии, Тасмании и Новой Зеландии, а также юго-восточной части Атлантического океана.